# 夏の十字架
『夏の十字架』（なつのじゅうじか）は、忌野清志郎と藤井裕によるラフィータフィー名義1枚目のスタジオ・アルバム。2000年7月7日発売。

## 解説
『冬の十字架』に続いて本作もインディーズからのリリース。「君が代」はライブ・ヴァージョンで収音。
収録曲「ライブハウス」は実在のライブハウスを揶揄した内容となっており、該当ライブハウスに関係したレーベルから本アルバムの発売を一時差し止められる事態となった。

## 収録曲
1. お元気ですかマーコさん?
（作詞･作曲：忌野清志郎・藤井裕）
2. 目覚まし時計は歌う（選挙ソング）
（作詞･作曲：忌野清志郎）
3. 警察に行ったのに
（作詞･作曲：忌野清志郎）
4. 北国の少女
（作詞･作曲：忌野清志郎　訳：藤井裕）
5. ライブ・ハウス
（作詞･作曲：忌野清志郎・藤井裕）
6. 快適な暮らし
（作詞･作曲：忌野清志郎・藤井裕）
7. 君が代 LIVE
（古歌･作曲：林広守・日本国国歌）
8. プリプリ・ベイビー
（作詞･作曲：忌野清志郎）
9. 誰も知らない
（作詞･作曲：忌野清志郎）